# Гредіштя (Келераш)
Гредіштя (рум. Grădiștea) — село у повіті Келераш в Румунії. Входить до складу комуни Гредіштя.
Село розташоване на відстані 91 км на схід від Бухареста, 10 км на північний захід від Келераші, 113 км на захід від Констанци, 146 км на південний захід від Галаца.

## Населення
За даними перепису населення 2002 року у селі проживали 2277 осіб, з них 2276 осіб (> 99,9%) румунів. Рідною мовою 2276 осіб (> 99,9%) назвали румунську.